# فورت گارلند (کلرادو)
فورت گارلند (به انگلیسی: Fort Garland) یک منطقهٔ مسکونی در ایالات متحده آمریکا است که در شهرستان کوستیا، کلرادو واقع شده‌است. فورت گارلند ۰٫۹۷ کیلومتر مربع مساحت و ۴۳۳ نفر جمعیت دارد و ۲٬۴۱۹ متر بالاتر از سطح دریا واقع شده‌است.